# Доњи Боговићи
Доњи Боговићи је насељено мјесто у граду Горажду, Босна и Херцеговина.

## Становништво
|         | 2013.      | 1991.      | 1981.        | 1971.        |
| Укупно  | 0 (0,000%) | 4 (100,0%) | 25 (100,0%)  | 53 (100,0%)  |
| Срби    | –          | 4 (100,0%) | 14 (56,00%)  | 39 (73,58%)  |
| Бошњаци | –          | –          | 11 (44,00%)1 | 14 (26,42%)1 |

1. 1 На пописима од 1971. до 1991. Бошњаци су пописивани углавном као Муслимани.